# Replay (chanson de Tamta)
Pour les articles homonymes, voir Replay.
Chansons représentant Chypre au Concours Eurovision de la chanson
Fuego
(2018) Running
(2020)
Replay (en français :  Rejouer) est une chanson de la chanteuse gréco-géorgienne Tamta. 
Elle est sélectionnée pour représenter Chypre au Concours Eurovision de la chanson 2019 à Tel-Aviv en Israël.

## Présentation
D’une durée de 2 minutes et 53 secondes, la chanson est écrite et composée par Alex Papaconstantinou (qui a écrit de nombreuses chansons pour l'Eurovision, notamment Fuego pour Chypre en 2018 ou Always pour l’Azerbaïdjan en 2009), Viktor Svensson (qui a co-écrit les chansons chypriotes en 2012 et 2018), Albin Nedler, Geraldo Sandell (aussi connu sous le nom de Teddy Sky) et Kristofer Fogelmark,. 
La chanson est produite par Alex Papaconstantinou et Maxim Vashinskiy ainsi que par le label grec Minos EMI,. Un extrait de la chanson est révélé le 27 février 2019 et la chanson complète ainsi que le clip sont révélés au journal télévisé grec et sur YouTube le 5 mars 2019,.

## À l'Eurovision
En décembre 2018, le diffuseur chypriote RIK annonce avoir sélectionné en interne Tamta et sa chanson Replay pour représenter Chypre sur la scène de l'Eurovision 2019,. Lors du tirage au sort des demi-finales qui a lieu le 28 janvier 2019, Replay est placée dans la première demi-finale.  Tamta interprète donc sa chanson lors de la première demi-finale qui a lieu le 14 mai 2019. Elle passe en première position dans l’ordre de passage  et se classe à la 9e place avec 149 points, se qualifiant pour la finale,. Lors de la finale qui a lieu le 18 mai 2019, la chanson est interprétée en 11ème position dans l’ordre de passage et se classe 13e du concours avec 109 points.